# Carolyn Brown
Pour les articles homonymes, voir Brown.
Carolyn Brown, née le 26 septembre 1927 et morte le 7 janvier 2025, est une danseuse, chorégraphe, pédagogue et écrivaine américaine. Elle est notamment connue en tant que membre fondateur de la Merce Cunningham Dance Company.

## Biographie
Née en 1927, issue d'une famille de danseurs de Fitchburg, dans le Massachusetts, Carolyn Rice Brown étudie avec sa mère, Marion Rice, à Fitchburg, dans le style de la Denishawn School. Elle obtient par ailleurs un diplôme en philosophie du Wheaton College en 1950.
Après avoir suivi une masterclass avec Merce Cunningham à Denver en 1951, elle décide de se lancer dans la danse à temps plein et s'installe à New York pour poursuivre ses études à la Juilliard School. Puis elle étudie à nouveau avec Cunningham et devient l'un des membres fondateurs de sa société, qui est créée au Black Mountain College en Caroline du Nord à l'été 1953. Elle devient la danseuse la plus importante de la compagnie de Cunningham pendant une vingtaine d'années et danse dans une quarantaine de ses œuvres, collaborant souvent avec Cunningham et John Cage dans le processus de création. Elle enseigne également sa technique. Elle crée un rôle dans l’œuvre Theatre Piece de Cage en 1960, et, sur pointe, dans la première œuvre de danse de Robert Rauschenberg, Pelican, en 1963. Elle signe également quelques chorégraphies. Danseuse d'une grande pureté et virtuosité, elle est considérée comme l'interprète idéale par Cunningham. Un film de 1967, réalisé en 1967 par Klaus Wildenhahn, 428 Third Avenue, permet d'apercevoir Merce Cunnigham en répétition avec Carolyn Brown.
À ses débuts, elle est mariée au compositeur Earle Brown. Plus tard, elle a une longue relation avec le photographe James Klosty.
Ses propres créations chorégraphiques comprennent notamment Balloon en 1963, Car Lot en 1968, As I Remember It, un solo en hommage à Shawn en 1972, Bunkered for a Bogey en 1973, House Party en 1974, Circles en 1975 et Balloon II. en 1976.
Après sa retraite comme danseuse en 1973, elle se consacre à l'enseignement. Elle continue également à travailler avec la compagnie Cunningham en tant que consultante artistique. Elle est membre du conseil d'administration de la Cunningham Dance Foundation et travaille en tant que chorégraphe, cinéaste, écrivaine, lectrice et enseignante indépendante. Elle reçoit le prix du Dance Magazine, plusieurs subventions du Fonds national pour les arts et une bourse du John Simon Guggenheim. Elle donne des conférences et publie également des articles, notamment dans Dance Perspectives, Ballet Review et Dance Research Journal.

## Mémoires
En 2007, Carolyn publie ses mémoires : Chance and Circumstance: Twenty Years with Cage and Cunningham. L'ouvrage raconte l'histoire de sa carrière, des années formatrices de la Merce Cunningham Dance Company et de Merce Cunningham et John Cage.